# Laboratorium

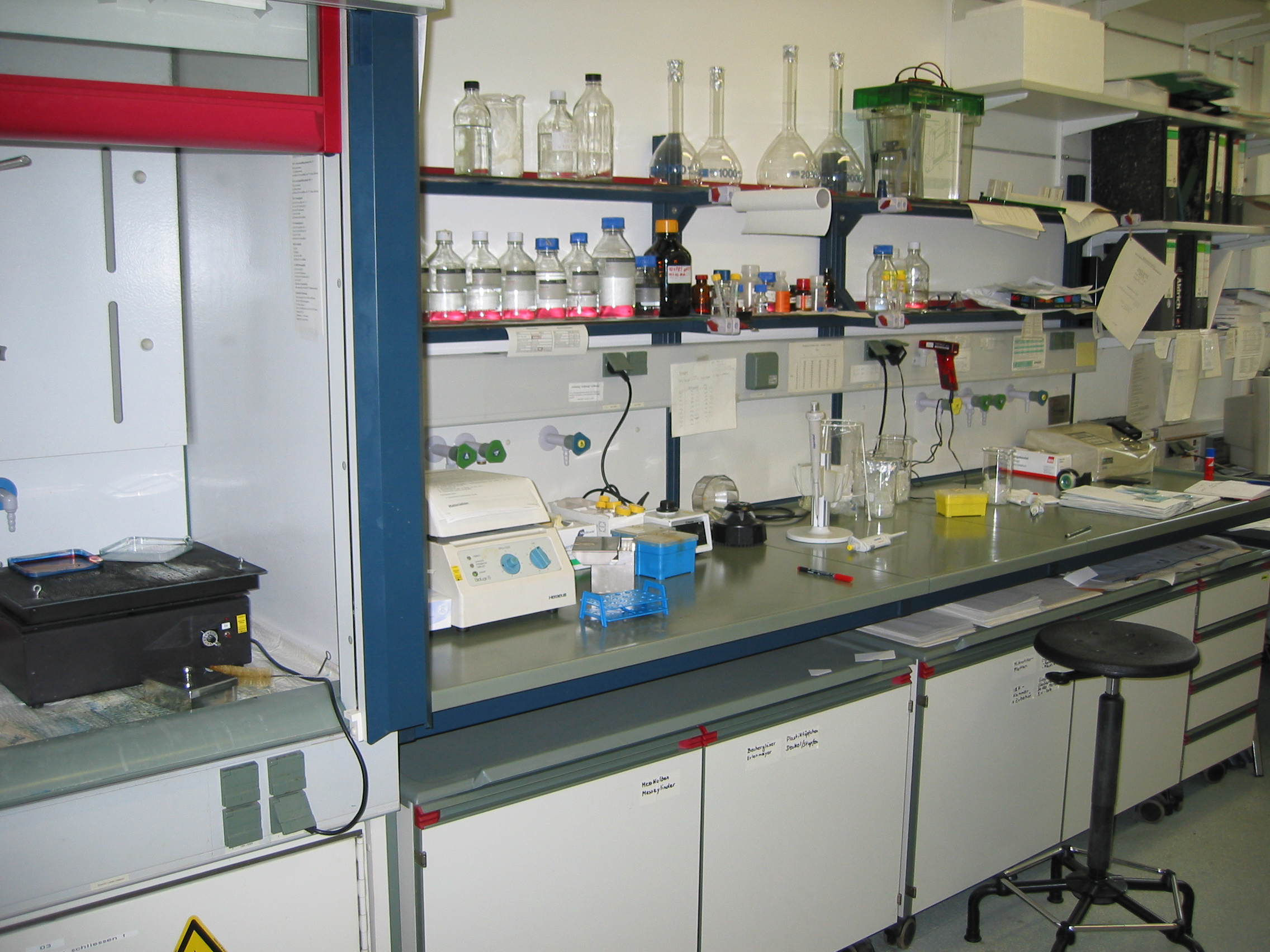
Laboratorium vid Institutet för biokemi, Kölns universitet.

Ett laboratorium (informellt labb eller förkortat lab.) är en anläggning som möjliggör att under kontrollerbara omständigheter genomföra vetenskaplig forskning, experiment och mätningar. Termen laboratorium används även för andra anläggningar än strikt vetenskapliga, till exempel: 
- Fotografiska laboratorier
- Datorlaboratorier

Vetenskapliga laboratorier finns vid forskningsinstitut och universitet, inom industrin och vid vissa statliga och militära anläggningar. Även vissa fartyg och rymdfarkoster har laboratorier ombord. Beroende på storlek och utrustning kan ett laboratorium vara arbetsplats från enbart en till ett stort antal forskare. 

## Karaktäristika hos vetenskapliga laboratorier
Beroende på vetenskapsområdet ser laboratorier helt olika ut. Ett fysiklaboratorium kan innehålla en partikelaccelerator eller vakuumkammare, medan ett metallurgiskt laboratorium kan ha utrustning för gjutning eller för att testa styrkan hos ett material. En kemist eller biolog kan ha ett laboratorium där hantering av vätskeformiga ämnen dominerar, medan en psykolog har helt andra faciliteter. I vissa laboratorier används datorer för simulering eller analys av data.
Trots stora olikheter mellan olika typer av laboratorier finns vissa likheter, i form av datorer, arbetsbänkar, loggböcker för att notera experiment och annan utrustning.

## Säkerhet
I vissa labb är förhållandena mer riskfyllda än i andra rum. Faror i laboratorier inkluderar giftiga ämnen, frätande ämnen, smittsamma mikroorganismer, farliga och explosiva kemikalier eller radioaktiva substanser, maskiner med rörliga delar eller extrema temperaturer och spänningar. Säkerhetsrutiner existerar vid laboratorier med sådana riskobjekt.

## Roller på labb
Personer vid labb kan ha olika benämningar:
- Forskare (kan, men måste inte jobba vid labb)
  - doktorand
  - post-doc
  - forskarassistent
  - docent
  - lektor
  - professor

- Laboratorieingenjör
- Biomedicinsk analytiker (tidigare laboratorieassistent)